# Chiến dịch Lá chắn Euphrates

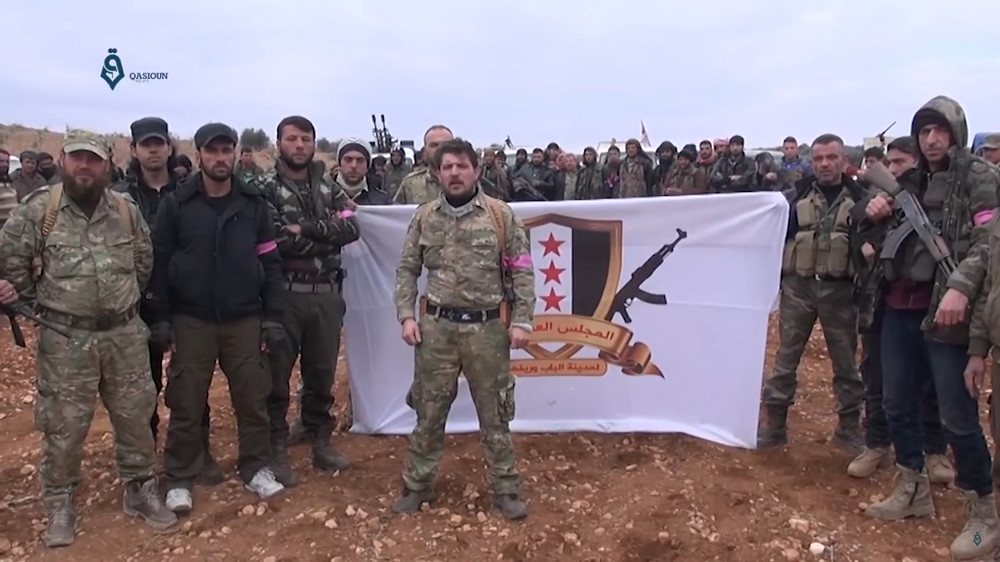
Các chiến binh của Hội đồng quân sự al-Bab

Chiến dịch Lá chắn Euphrates (tiếng Thổ Nhĩ Kỳ: Fırat Kalkanı Harekâtı) là một chiến dịch xuyên biên giới của quân đội Thổ Nhĩ Kỳ và các nhóm phiến quân đối lập Syria liên kết với Thổ Nhĩ Kỳ trong nội chiến Syria dẫn đến việc Thổ Nhĩ Kỳ chiếm đóng miền bắc Syria. Các hoạt động được thực hiện ở khu vực giữa sông Euphrates ở phía đông và khu vực do phiến quân tổ chức quanh Azaz ở phía tây. Quân đội Thổ Nhĩ Kỳ và các nhóm phiến quân Syria liên kết với Thổ Nhĩ Kỳ, một số trong đó sử dụng nhãn Quân đội Syria Tự do, đã chiến đấu chống lại các lực lượng của Nhà nước Hồi giáo Iraq và Levant (ISIL) cũng như Lực lượng Dân chủ Syria (SDF) từ ngày 24 tháng 8 năm 2016. Vào ngày 29 tháng 3 năm 2017, quân đội Thổ Nhĩ Kỳ chính thức tuyên bố rằng Chiến dịch Euphrates Shield đã "hoàn thành thành công".
Tổng thống Thổ Nhĩ Kỳ Recep Tayyip Erdoğan nói vào ngày đầu tiên của chiến dịch rằng: "Nó nhằm mục đích chống lại cả hai nhóm khủng bố ISIL và người Kurd Syria đe dọa đất nước chúng ta ở miền bắc Syria". Mục tiêu đánh chiếm Manbij, dưới sự kiểm soát trên thực tế của chính quyền Rojava, đã được tổng thống Thổ Nhĩ Kỳ tuyên bố vào cuối tháng 2 năm 2017 vẫn chưa được thực hiện.

## Bối cảnh
Khu tự trị Bắc Aleppo là khu vực có tầm quan trọng chiến lược lớn trong Nội chiến Syria, trước đây chủ yếu do Nhà nước Hồi giáo Iraq và Levant (ISIL) nắm giữ. Đối với ISIL, đó là cánh cổng duy nhất của họ đến biên giới Thổ Nhĩ Kỳ. Đối với Lực lượng Dân chủ Syria (SDF), khu vực Shahba giữa sông Euphrates ở phía đông và dãy núi Kurd ở phía tây là liên kết còn thiếu để kết nối các bang của Liên bang Bắc Syria - Rojava. Đối với Thổ Nhĩ Kỳ, đó là con đường dẫn đến ảnh hưởng của nó ở Syria. Giai đoạn cho cuộc tấn công Jarabulus được thiết lập bởi cuộc tấn công Manbij trước đó từ tháng 6, tháng 8, chứng kiến SDF chiếm được thành phố Manbij và môi trường xung quanh từ ISIL và sau đó di chuyển về phía bắc. Cùng lúc đó, phiến quân Syria do Thổ Nhĩ Kỳ hậu thuẫn đã chiến đấu trong Trận al-Rai để tiếp cận Jarabulus từ phía tây.